# Andy Knote
Andy Knote (* 1962 in München) ist ein deutscher Musikproduzent.
Nach seinem Studium in Musik (Klavier und Gesang) und weiteren Ausbildungen gründete er 1984 gemeinsam mit Armand Presser die Toyco Studios. Andy Knote schrieb und produzierte sowohl die Musik für zahlreiche Filme, Werbung und TV-Serien als auch Populärmusik.
Die erste große Filmproduktion war der Soundtrack zu Manta Manta mit Til Schweiger. Erfolgreiche Veröffentlichungen sind die mit Gold und Platin ausgezeichneten deutschen Soundtracks zu Digimon, Dragon Ball Z und Pokémon, die er in Zusammenarbeit mit Noel Pix alias Jochen Seibert, Henk Flemming und weiteren schrieb. Durch diese Veröffentlichungen wurde er vor allem bei jungem Publikum bekannt.
Neuere Produktionen sind Avedis (zusammen mit Sarkis Gazaryan), die sich musikalisch mit armenischer Liturgie auseinandersetzt und Jingles zum RTL-II-Kinderformat pokito.
Seit 1998 firmieren die Studios als Edition Arts of Toyco bei Melodie der Welt. 